# Hollywood (LA Vision e Gigi D'Agostino)
Hollywood è un singolo dei disc jockey italiani LA Vision e Gigi D'Agostino, pubblicato il 29 maggio 2020.

## Video musicale
Un'anteprima della canzone è stata pubblicata sul canale YouTube ufficiale di Gigi D'Agostino il 27 maggio 2020, mentre il lyric video ufficiale del singolo è stato postato sullo stesso canale due giorni dopo.

## Classifiche

### Classifiche settimanali
| Classifica (2020-21) | Posizione massima |
| -------------------- | ----------------- |
| Austria              | 2                 |
| Croazia              | 51                |
| Estonia              | 12                |
| Germania             | 10                |
| Italia               | 32                |
| Lituania             | 16                |
| Polonia              | 5                 |
| Repubblica Ceca      | 17                |
| Slovacchia           | 57                |
| Slovenia             | 21                |

### Classifiche di fine anno
| Classifica (2020) | Posizione |
| ----------------- | --------- |
| Austria           | 7         |
| Germania          | 44        |
| Polonia           | 26        |
| Italia            | 100       |